# 森井ユカ
森井 ユカ（もりい ユカ、1965年 - ）は、日本の立体造形家、キャラクターデザイナー、雑貨コレクター。東京都多摩市出身。本名、森井由佳。
有限会社ユカデザイン代表。桑沢デザイン研究所非常勤講師。樹脂粘土を用いての立体イラストレーション、キャラクターデザインのほか、世界各地で日用雑貨を収集し、多くの雑貨本の著者である。また、極度の夜型であるため、たびたび行くヨーロッパへの取材では時差ぼけがなく昼型となる。
スーパーマーケットについての著書もいくつか上梓している。夫はイラストレーターのもりいくすお。

## 略歴
桑沢デザイン研究所リビングデザイン科卒業、東京造形大学大学院デザイン領域修了。
1990年「第7回ハンズ大賞」入選、1993年 TBSテレビ「ワサビーズ」松浦季里賞、1996年 テレビ東京「TVチャンピオン 粘土細工王選手権」優勝、2006年／2008年「講談社広告賞 児童誌部門最優秀賞（立体イラストレーション）」受賞。
1994年より世界の日用雑貨に関する書籍を年に1〜3冊刊行。
1999年に設立した有限会社ユカデザインでは、広告・書籍のデザインやプロダクトデザインも手掛けている。
2019年より台湾の台北に仕事場を開設し、毎月往復している。
桑沢デザイン研究所・森井ゼミ講師。

## エピソード
猫好きが高じ、2019年に「ネコカップ」という、土や砂などどんな素材でも猫型にできるカップをデザインしている。2019年7月から「ネコカップ」を、2020年6月から食品衛生に配慮した素材を使用した小型の「コネコカップ」を「＋d」ブランドで販売している。2021年6月からは「ネコカップ」も食品衛生に配慮した素材に仕様変更した。2020年8月から「ネコカップチャレンジ」と題し、SNSで、ネコカップを利用して、手作りのネコ料理や猫の造形物などを投稿するコンテストを毎年開催している。「コネコカップ」はゼリーやプリンにも応用されており、これで作られた猫型プリンは日本でのSNS投稿で話題となったあと、韓国にも伝わって流行し、森井は韓国の人々への感謝の弁を述べている。ただし、その流行に伴い、「コネコカップ」の類似品・模倣品が数多く出回ってしまっているほか、一部メディアで韓国発のスイーツと取り上げられることがあり（2024年8月のNHK『午後LIVE ニュースーン』など）、森井はデザインをしたのは自身であり、東京発であるといった、正しい情報の理解を求めている。

## 代表作

### 立体イラスト
- 1998〜 「あたしンち けらえいこ著」
- 2000〜 「ポケモンカードゲーム」
- 2002〜 「おい!ピータン 伊藤理佐著」
- 2003〜 「ねんDo!（アガツマ）」粘土遊びセット
- 2006〜 「がすたん」京葉ガスキャラクター
- 2013〜 「ヒルボックル」（森ビル）
- 2017〜　「くんトン」N35（代表・小山薫堂）キャラクター
- 2019〜　「くまはち」 テレビくまもとキャラクター

### 書籍
- 1994
  - 「これなあに」（小学館）
  - 「なかまあつめ」（小学館）
- 1995
  - 「うらしまたろう」（小学館）
- 1997
  - 「ポケモンえほん タッツーはうみがすき」（小学館）
  - 「ポケモンえほん ピザをつくろう!ワンリキー」（小学館）
- 1999
  - 「とっておきロンドン雑貨58」（メディアファクトリー）
- 2004
  - 「スーパーマーケットマニア 〜ヨーロッパ編〜」(講談社)
  - 「het boekje dat niemand mag lezen」（N=5 - オランダ）
- 2005
  - 「ひみつのブルボンキーホルダー」（技術評論社）
  - 「het boekje dat piept」（N=5 - オランダ）
  - 「スーパーマーケットマニア 〜アジア編〜」(講談社)
- 2006
  - 「IKEA FAN BOOK」（河出書房新社）
  - 「ポストオフィスマニア」(講談社）
- 2007
  - 「ミュージアムショップ トリッパー！」（青山出版社）
  - 「ドラッグストア トリッパー！」（青山出版社）
- 2008
  - 「スーパーマーケットマニア 〜アメリカ編〜」（講談社）
- 2009
  - 「雑貨コレクターの旅スタイル」（河出書房新社）
  - 「東京雑貨パトロール」（講談社）
- 2010
  - 「雑貨コレクターのうちの中」（ポプラ社）
  - 「PLAZA BOOK」（講談社MOOK）
- 2011
  - 「ヨーロッパの住宅広告」（産業編集センター）
  - 「森井ユカの 樹脂粘土で作るカワイイ！雑貨マスコット」（河出書房新社）
  - 「スーパーマーケットマニア 〜北欧5ヵ国編〜」（講談社）
- 2013
  - 「よくばり個人旅行！　旅立つまでのガイドブック」（メディアファクトリー）
  - 「おいしいご当地スーパーマーケット」（ダイヤモンド社）
- 2014
  - 「突撃！オトナの大学院」（主婦と生活社）
- 2015
  - 「描き方BOOK！ 読みやすい文字と伝わるイラスト」（KADOKAWA / メディアファクトリー）
- 2017
  - 「地元スーパーのおいしいもの、旅をしながら見つけてきました。47都道府県!」（ダイヤモンド社）
  - 「10日暮らし、特濃シンガポール」（晶文社）
- 2018
  - 「旅と雑貨とデザインと」（ダイヤモンド・ビッグ社）
  - 「IKEAマニアック」（河出書房新社）
- 2019
  - 「旅のアイデアノート」（産業編集センター）

### プロダクトデザイン
- 2003〜
  - 粘土あそびセット「ねんDo!」
- 2007
  - 「日本郵政株式会社　贈答品包装紙、ポストカード、筆ペン」
- 2009
  - 「FUUVI　トイカメラ　ジュースカメラ」
- 2009〜
  - 「サークルKサンクス　オリジナルノート」
- 2010
  - 「ビクトリノックス　広島版」
- 2019
  - 「ネコカップ」「コネコカップ」（アッシュコンセプト）

### 賞歴
- 2012、2013年「講談社広告賞 児童誌部門優秀賞（「ねんDo!」立体イラストレーション）」受賞
- 2014年　桑沢賞（本賞）受賞。[8]
- 2017年　第39回　読者が選ぶ講談社広告賞「ねんDo!（アガツマ）」の立体イラストレーションでおともだち賞受賞。

### 個展
- 2013.3〜4月　渋谷ヒカリエ・d47MUSEUM「みんなのスーパーマーケット」
- 2013.6月　東急ハンズ銀座店「Fantastic Clocks」
- 2013.10月　東急ハンズ大阪梅田店「Fantastic Clocks 2 森井ユカの世界展」
- 2017年　代官山・子の星「Delicious!」

## 連載
- 読売新聞 月曜夕刊「ごほうび」（4週毎）
- 講談社 KISS 「カワイイは普通のお店で探せ！」（2010ー2012）
- 講談社 たのしい幼稚園 「ココドコ トコトコ」（2009年4月号 - 11月号）
- 全日空「ana logue」会報誌（2016〜不定期連載）
- KADOKAWA 東京ウォーカー「SOLO GOODS LIFE」（2017〜毎月）

### テレビ番組
- 日テレ系「ヒルナンデス！」水曜・詳しく知りたいんデス！のコーナーに不定期出演
- 読売テレビ制作「ワケあり！レッドゾーン」でスーパーマーケットマニアとして出演
- TBS系「マツコの知らない世界」プチプラ雑貨の世界に出演（2016年8月）
- NHK「ニュース シブ5時」ご当地スーパーで買えるお土産・不定期出演